# Johann Friedrich Oesterreicher

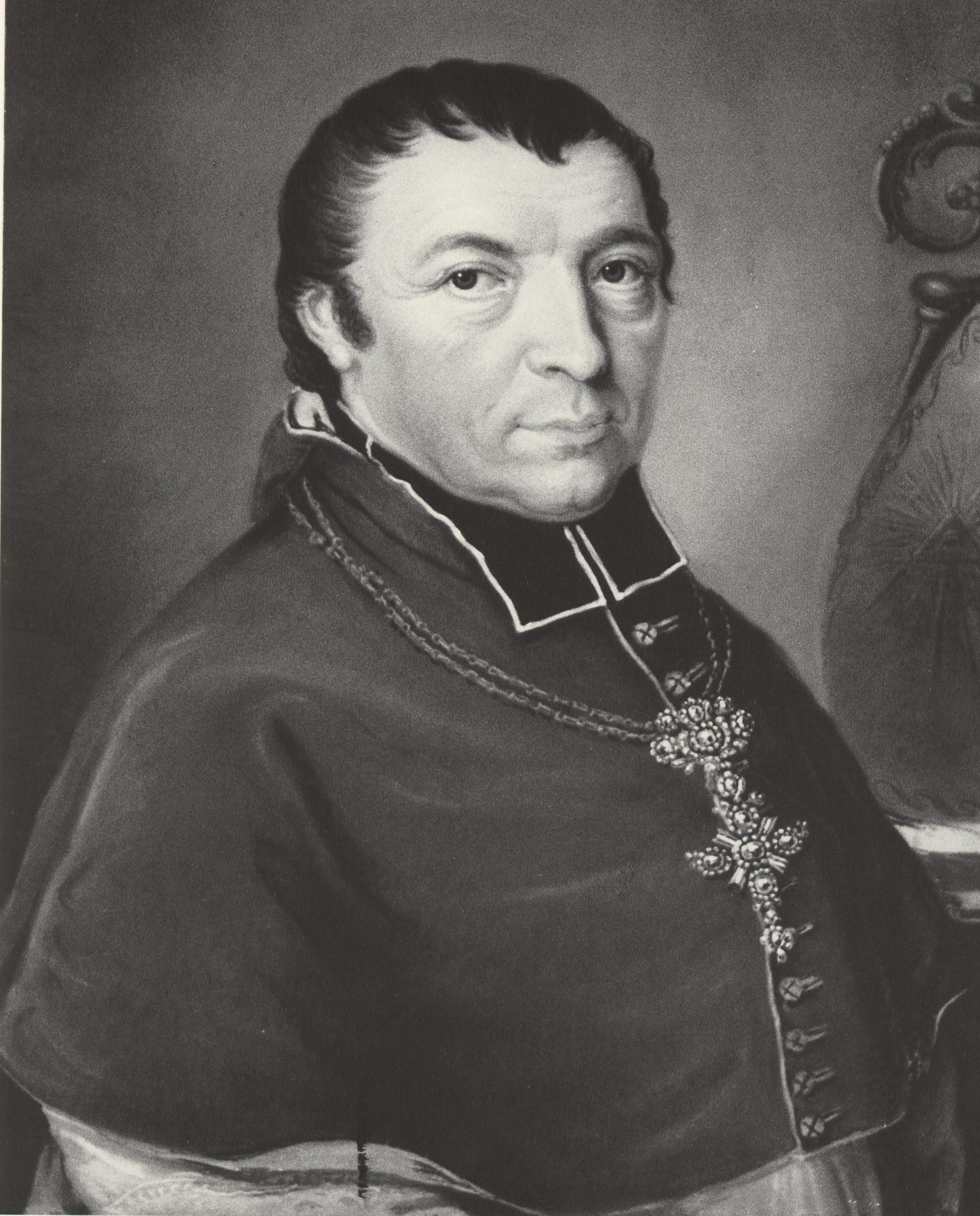
Bischof Johann Friedrich Oesterreicher, zeitgenössisches Pastellbild von Johann Adam Hirschmann, um 1825, Bischofshaus Eichstätt

Johann Friedrich Oesterreicher (* 19. Oktober 1771 in Bamberg; † 31. Januar 1835 in Eichstätt) war Bischof von Eichstätt von 1825 bis 1835. Er war außerdem Weihbischof in Bamberg und von 1823 bis 1825 Titularbischof von Doryla (Doryläum).

## Ausbildung
Johann Friedrich war das jüngste von 11 Kindern des fürstbischöflich-bambergischen Hofkammerrates und Bürgermeisters Johann Konrad Oesterreicher und seiner Ehefrau Eva Elisabeth geborene Ott. Sein Neffe ist der Anatom Johann Heinrich Oesterreicher. Ab 1786 studierte er in Bamberg Philosophie und wurde 1790 zum Doktor der Philosophie promoviert. Im gleichen Jahr wurde er Kleriker und Kanoniker am St. Gangolf-Stift in Bamberg. Zugleich studierte er als Alumnus des Bamberger Priesterseminars Theologie und Rechtswissenschaft. 1793 erhielt er zusätzlich ein Benefizium an St. Martin in Bamberg. Am 24. September 1794 empfing er die Priesterweihe.

## Tätigkeiten in Bamberg
Anschließend war er in Pfarreien Bambergs und Umgebung als Seelsorger tätig, wurde aber bereits nach drei Jahren, 1797, Vikariatsrat der Bamberger Bistumsverwaltung und zugleich Konsistorialrat am Bamberger Ehegericht. Zu diesen Ämtern kam 1798 das Amt eines fürstbischöflich-bambergischen Hofkaplans hinzu. Auch nach der Säkularisation 1803 behielt er seine geistlichen Ämter bei, obwohl auch der Staat an ihm Interesse zeigte. Während der Bamberger Sedisvakanz von 1808 bis 1818 gehörte er zu den führenden Geistlichen der Diözese.
1821 wurde Oesterreicher erster Domkapitular des wiedererrichteten Bamberger Metropolitankapitels, Direktor des Erzbischöflichen Ordinariates und Konsistorialpräsident, sowie Ehrenritter des Ordens vom Heiligen Michael. Am 17. November 1823 wurde er zum Weihbischof in Bamberg ernannt, da Joseph Graf von Stubenberg, Bischof von Eichstätt und seit 1821 Erzbischof von Bamberg, aus Gesundheitsgründen (er saß im Rollstuhl) in Eichstätt verblieb. Gleichzeitig erfolgte die Ernennung zum Titularbischof von Dorylaëum. Die Bischofsweihe spendete ihm der Eichstätter Weihbischof Felix Graf von Stubenberg am 28. Dezember 1823 in Eichstätt.

## Bischof von Eichstätt
Am 12. Mai 1825 wurde er auf Wunsch des Eichstätter Domkapitels hin von König Max. I. Joseph zum 70. Bischof von Eichstätt als Nachfolger des überraschend verstorbenen Petrus Pustet nominiert. Die Translation erfolgte am 27. Juni, die Inthronisation am 9. November 1825. Nach den Jahren in der Bistumsverwaltung von Bamberg verlegte er in Eichstätt den Schwerpunkt seiner Tätigkeit auf die Seelsorge: In den zehn Jahren seiner Eichstätter Regierungszeit unternahm er zahlreiche Visitations- und Firmungsreisen, predigte und saß oft zur Beichte und wandte sich alljährlich mit einem Hirtenbrief an seine Diözesanen. 1826 weihte er die Herz-Jesu-Kirche von Velburg. Nach dem Tod des Eichstätter Weihbischofs übernahm er selbst die Leitung des Geistlichen Rates. 1829 erreichte er die Wiedereröffnung des Franziskanerinnenklosters Gnadenthal in Ingolstadt; seine Bemühungen um die Wiederbelebung der theologischen Studien in Eichstätt blieben dagegen ohne Erfolg. Am 21. September 1834 weihte er die neu errichtete St. Ulrichskirche in Buchdorf; vier Monate später starb er und wurde im Eichstätter Dom beigesetzt.